# Zeche Caninchen
Die Zeche Caninchen war ein Steinkohlenbergwerk im Sprockhöveler Stadtteil Hiddinghausen. Die Zeche war auch unter dem Namen Zeche Kaninchen bekannt. Trotz der mehr als 190-jährigen Geschichte wird über das Bergwerk nur wenig berichtet.

## Bergwerksgeschichte
Im Jahr 1661 erfolgte die Verleihung des Grubenfeldes. Im Jahr 1739 war das Bergwerk in Betrieb, im selben Jahr wurde das Längenfeld vermessen. Im Jahr 1754 wurde ein Längenfeld im Bereich des Kaninchenweg, der Straße Erlen und Albringhauser Straße vermessen. In den Jahren 1754 und 1755, 1758 und 1759 sowie 1761 und 1762 war das Bergwerk nachweislich in Betrieb. In den Jahren 1754/55 waren sechs Bergleute auf dem Bergwerk beschäftigt. Gemäß den Aufzeichnungen des Amtes Wetter war im Jahr 1755 Melchior Keßeler als Schichtmeister auf dem Bergwerk tätig. Gewerke war Schulte zu Leveringhaus.
Im Jahr 1787 wurde die Zeche Caninchen in der Niemeyerschen Karte „Carte Speciale des mines du District de Wetter“ aufgeführt. Etwa um das Jahr 1828 wurde das Grubenfeld durch den Stock & Scherenberger Erbstollen gelöst, das Bergwerk war zu diesem Zeitpunkt nicht in Betrieb. Am 29. November des Jahres 1851 wurde das Längenfeld Landringhausen verliehen. Die Verleihung erfolgte auf den Abbau von Kohleneisenstein. Im Anschluss an die Verleihung erfolgte der Abbau des Erzes. In der Zeit vom 5. Juni bis zum 8. Juli des Jahres 1855 konsolidierte die Zeche Caninchen mit weiteren Bergwerken zur Zeche Vereinigte Kaninchen.

## Was geblieben ist
Heute erinnert der Kaninchenweg in Sprockhövel-Hiddinghausen an die Zeche Caninchen.